# Sumilao
Sumilao é um município de  quarta classe de renda municipal (d) na província Bukidnon, nas Filipinas. De acordo com o censo de 1 de maio  de  2020 possui uma população de 29 531 pessoas e 6 849 domicílios.